# Kaje
Le kaje, ou jju, est une langue du plateau nigérian de la branche centrale, parlée au Nigeria.

## Écriture
| a | a̱ | b | c | d | e | f | g | h | i | j | k | l |
| m | n | o | p | r | s | t | u | u̱ | w | y | z |   |